# Mánna
Mánna är en ort i Grekland.   Den ligger i prefekturen Nomós Korinthías och regionen Peloponnesos, i den södra delen av landet, 110 km väster om huvudstaden Aten. Mánna ligger 765 meter över havet och antalet invånare är 476.
Terrängen runt Mánna är kuperad åt nordost, men åt sydväst är den bergig. Runt Mánna är det ganska glesbefolkat, med 28 invånare per kvadratkilometer. Närmaste större samhälle är Xylókastro, 15,2 km nordost om Mánna. 